# Клушкин, Юрий Степанович
Юрий Степанович Клушкин (род. 7 февраля 1937, Фергана, Узбекская ССР) — советский и казахский музыкант, концертный исполнитель, артист оркестра, музыкальный педагог, профессор. Народный артист Казахской ССР (1984). Заслуженный артист Казахской ССР (1971). 
Профессор кафедры духовых и ударных инструментов по классу трубы Казахской национальной консерватории имени Курмангазы (с 1987 года).

## Биография
Родился 7 февраля 1937 года. Уроженец Ферганы (Узбекская ССР);.
С 1955 по 1960 годы обучался в Ташкентской государственной консерватории им. Ашрафи по специальности концертный исполнитель; факультет духовых инструментов (труба).;
С 1960 по 1961 годы обучался в Алма-Атинской государственной консерватории им. Курмангазы по специальности концертный исполнитель, артист оркестра, преподаватель;.
С 1956 по 1959 годы — артист Государственного русского драматического театра им. М. Горького. С 1959 по 1960 годы — артист-трубач Узбекской государственной эстрады. С 1960 по 1962 годы — артист эстрадного оркестра (труба) Комитета по радиовещанию и телевидению при Совете министров КазССР. С 1962 по 1979 годы — артист Государственного симфонического оркестра Казахской ССР;.
С 1967 года — преподаватель Алма-Атинской государственной консерватории им. Курмангазы, с 1977 года — доцент, с 1979 по 1986 годы — проректор по учебной работе, с 1987 года — профессор;.
С 1986 года — концертмейстер группы труб Государственного симфонического оркестра. С 1987 по 2001 годы — заведующий кафедрой духовых и ударных инструментов Алма-Атинской государственной консерватории им. Курмангазы;.
С 2001 по 2024 -профессор,преподаватель Казахской Национальной консерватории им.Курмангазы

## Дискография
- 1981 г-Пластинка « Играет Юрий Клушкин»
- 1988 г — Пластинка «Играет Юрий Клушкин»
- 2007 г. — Диск «Дело труба»

## Награды
- 1971 — Заслуженный артист Казахской ССР;
- 1984 — Народный артист Казахской ССР;
- 2002 — Почётная грамота президента РК Н. А. Назарбаева в связи с 10-летием образования независимости РК
- 2004 — Орден Парасат;
- 2011 — Медаль «20 лет независимости Республики Казахстан»;
- Отличник образования Республики Казахстана;
- Почётный работник образования Республики Казахстана;
- 2017 — Государственная стипендия Первого Президента Республики Казахстан — Лидера Нации в области культуры;[3].
- 2019 (29 ноября) — Благодарственное письмо Президента РК с вручением золотого нагрудного знака «Алтын Барыс»;
- 2022 (16 февраля) — Поздравительное письмо Президента РК — за самоотверженный труд в развитии отечественного музыкального искусства и в связи с 85-летием со дня рождения.;
- 2022 (16 февраля) — Медаль «Ветеран труда Казахстана»;

## Научные труды
- Пьесы казахских композиторов для трубы и фортепиано / Всесоюзное издательство «Советский композитор» (1983 г., г. Москва)
- Произведения композиторов Казахстана для трубы и фортепиано (2009 г., г.Алматы)
- Сборник пьес композиторов Казахстана для трубы и фортепиано (2012 г., г.Алматы)